# Pegboy
Pegboy war eine US-amerikanische Punkband aus Chicago die 1990, von John Haggerty, der vorher bei Naked Raygun gespielt hatte, gegründet wurde. Nach einigen Veröffentlichungen lösten sich Pegboy 2000 auf, spielen trotzdem noch bei einigen Gelegenheiten im Umkreis von Chicago.

## Diskografie
- 1990: Three Chord Monte (EP)
- 1991: Field of Darkness / Walk on By (EP)
- 1991: Strong Reaction (LP, CD)
- 1993: Fore (EP, CD)
- 1994: Earwig (LP, CD)
- 1996: Dangermare (Split mit Kepone, EP)
- 1997: Cha-Cha DaMore (LP, CD)

Außerdem gibt es ein Livealbum von The Metro / eMusic Live Label und eine Compilation von Thick Records, auf der sich ein Song von Pegboy befindet, der auf keinem anderen Album zu finden ist.